# Anna Morosini
Annina Morosini, née Anna Sara Nicoletta Maria Rombo (1864–1954), est une noble italienne célèbre pour ses salons, son mécénat des arts et ses amants.

## Biographie

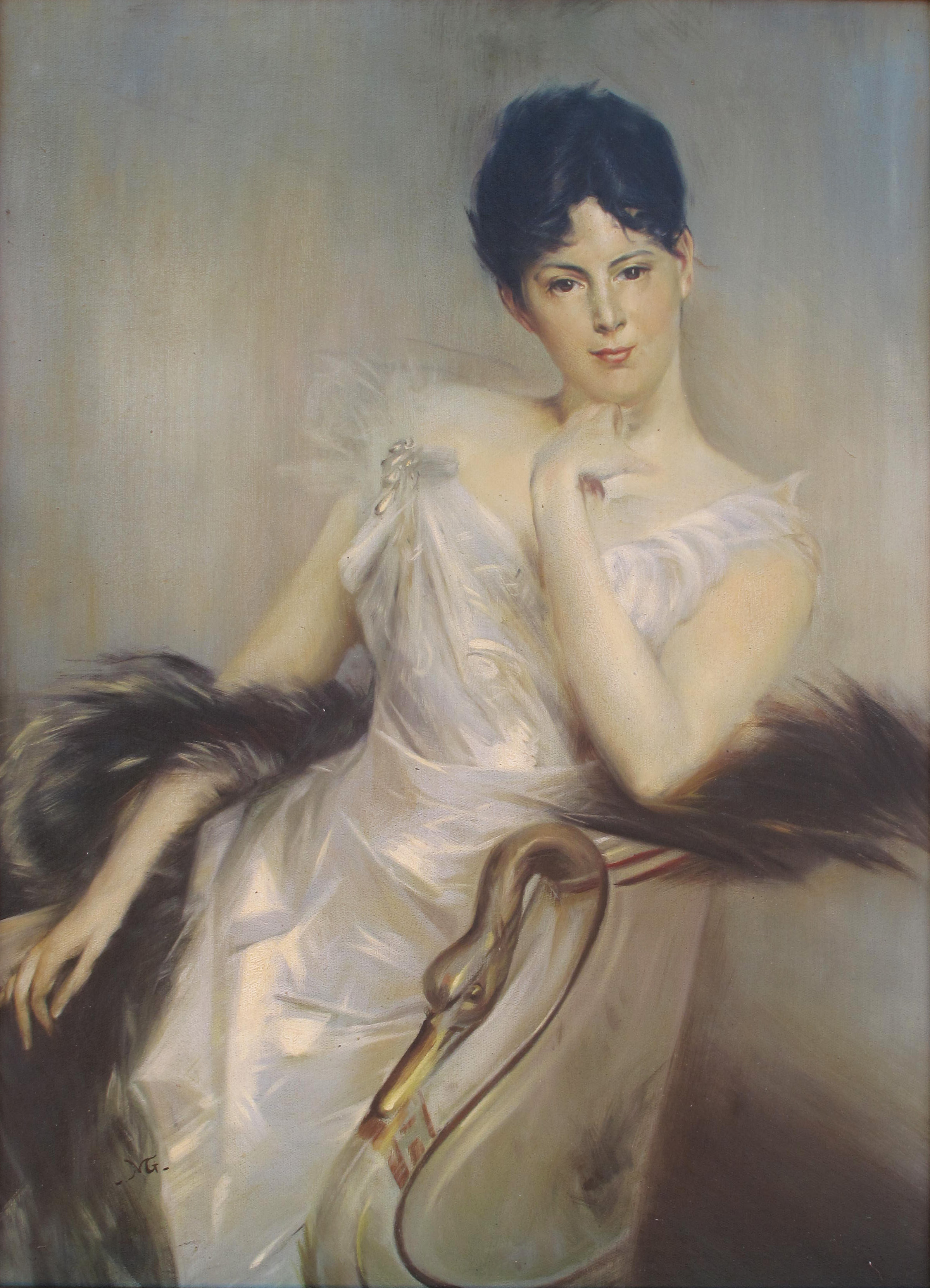
Portrait d'Anna Morosini par Michele Gordigiani

Anna Morosini est l'une des trois filles nées d'Agostino Rombo, directeur de la Banque d'Italie, et de son épouse Caroline Thorel, issue d'une famille de riches banquiers. Les deux sœurs d'Annina, Sonia et Sofia, sont décédées très jeunes, plongeant sa mère dans la dépression et l'obligeant à consacrer tout son temps et son énergie pour s'occuper d'elle.
La famille déménage de Palerme à Venise dans les années 1880, où la beauté d'« Annina » ainsi que la richesse de la famille la font apparaître comme une future épouse très recherchée. En mai 1885, elle épouse Michele (Gino) Morosini de la famille vénitienne Morosini. Le mariage est somptueux et de nombreux membres de la noblesse vénitienne y participent. La robe rose de la mariée venait de la maison de couture Worth.
La famille de son mari, une des anciennes familles nobles de Venise, est pauvre et ruinée. Les jeunes mariés s'installent dans le luxueux palais Ca' d'Oro et ont en 1886 une fille nommée Morosina.
Mais tandis qu'« Annina » participe à la vie mondaine vénitienne, le couple s'éloigne et se sépare lorsque le mari déménage à Paris pour vivre sa vie,.

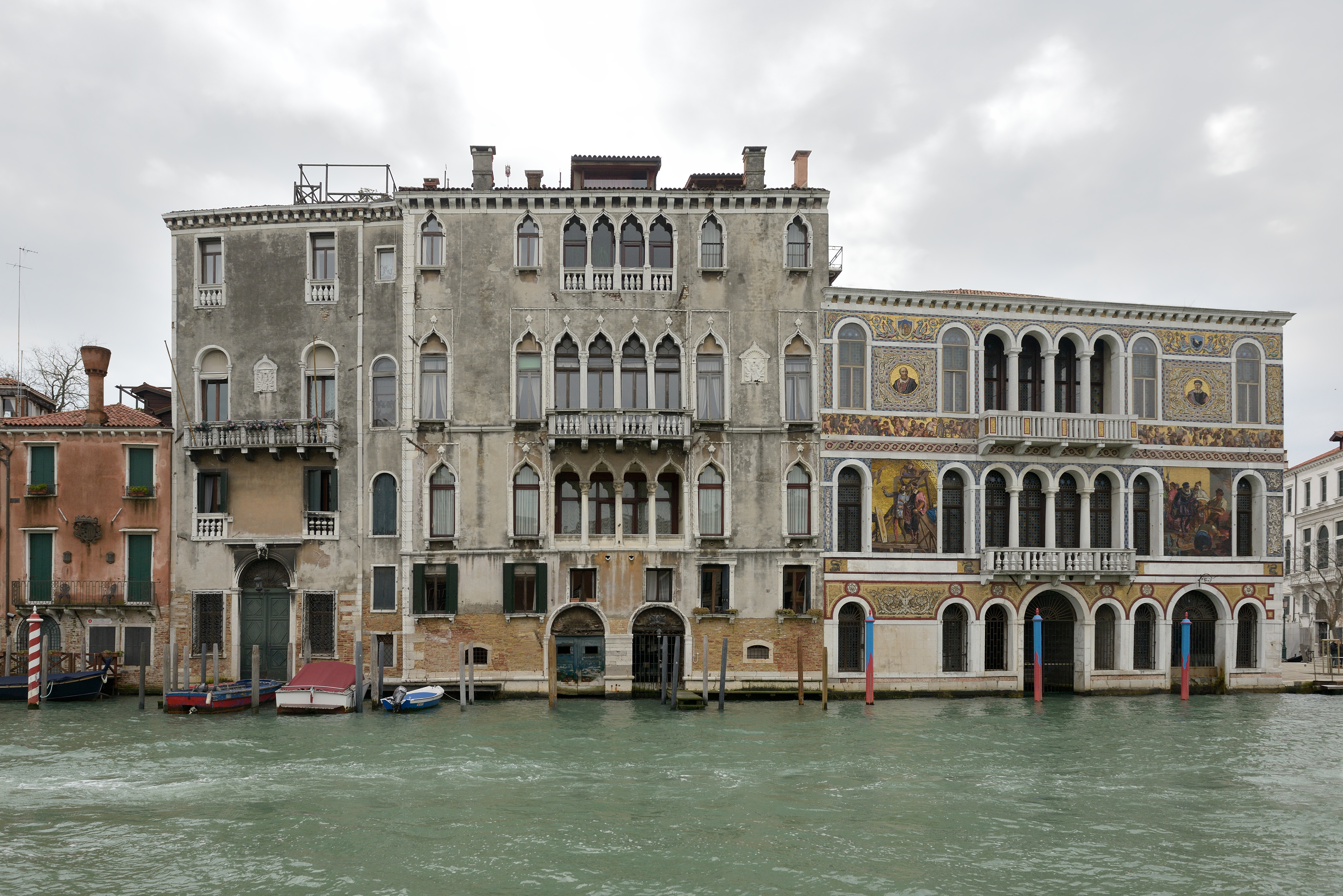

Annina vit ensuite au Palazzo da Mula sur le Grand Canal et est appelée la « Reine sans couronne de Venise » « La Divina » et « La Dernière Dogaresse » parce que la famille de son mari a donné quatre doges à Venise et parce qu'elle est une meneuse de la société vénitienne. La comtesse connait de nombreuses célébrités de son époque comme Rilke, Proust , Stravinsky et Joyce.
Elle hérite de son père, en 1913, la Villa Carlotta à Silea.
Sa fille Morosina épouse Luigi Nicolis dei Conti di Robilant e Cereaglio, le fils de l'homme d'État Charles di Robilant
Plusieurs artistes comme Lino Selvatico, Ralph Curtis, Cherubino Kirchmayr et Vittorio Matteo Corcos l'ont peinte,.L'écrivain Gabriele D'Annunzio, son ami disait « que les robes de la comtesse cachaient une queue de poisson. »
Elle est amie intime de l'empereur Guillaume II et d'd'Amédée de Savoie, duc d'Aoste, frère d'Umberto Ier Lady Layard la connaissait mais se plaignait qu'elle gardait ses pièces obscures et remplies d'odeurs étouffantes.
Lors d'une rencontre avec sa rivale mondaine Luisa Casati, celle-ci l'aurait apostrophée en ces termes : « Quand j'étais enfant, mon père me parlait déjà de votre célèbre beauté. » Ce à quoi Annina répondit : « Sans remonter si loin, ma chère, votre mari, tous les soirs, me parlait de la vôtre »,; ce qui implique qu'ils étaient en termes intimes.
Morosini assiste au spectacle aérien de Brescia et est brièvement mentionné par Kafka dans sa nouvelle Les Avions de Brescia.
Dans les années 1930, la comtesse est considérée comme le chef de la faction sociale qui représente les anciennes familles nobles de Venise.
Agée, elle continue à être une figure de la haute société mais sortait rarement de son palais jusqu'à sa mort en 1954 d'un accident vasculaire cérébral[réf. nécessaire].